# Wildeshausen
Wildeshausen è una città di 20 667 abitanti, della Bassa Sassonia, in Germania.

È il capoluogo, ma non il centro maggiore, del circondario (Landkreis) di Oldenburg (targa OL).